# Občina Razkrižje
Občina Razkrižje je ena od občin v Republiki Sloveniji.

## Naselja v občini
Gibina, Kopriva, Razkrižje, Šafarsko, Šprinc, Veščica

## Regionalno in čezmejno sodelovanje
Občina Razkrižje sodeluje v čezmejnem projektu Mura Drava, s katerim se medsebojno povezujejo nekatere občine v Sloveniji in na Hrvaškem. Projekt ima svoj spletni portal Mura Drava TV.